# Melvin Village
Melvin Village ist ein Census-designated place in der Town of Tuftonboro im Carroll County im US-Bundesstaat New Hampshire. Die Volkszählung von 2020 erfasste 273 Einwohner. Der CDP wurde im Jahr 2010 erstmals vom Census definiert.

## Lage
Der Ort liegt bei den Koordinaten 43° 41' 22.58" Nord 71° 18' 23.30" West auf einer Höhe von 160 Metern über dem Meeresspiegel am Ostufer des Lake Winnipesaukee. Die 6,1 km² große Fläche des Gebietes setzt sich zusammen aus 4,2 km² Land- und 1,9 km² Wasserfläche. Durch Melvin Village führt die New Hampshire State Route NH-109, der "Gouverneur Wentworth Highway", von Wolfeboro nach Moultonborough Falls.